# Gordon Thomas Whyburn
Gordon Thomas Whyburn (Lewisville, 7 de janeiro de 1904 — Charlottesville, 8 de setembro de 1969) foi um matemático estadunidense.

## Obras
- Analytic Topology, AMS 1942
- Topological Analysis, Princeton University Press 1958, 1964
- com Edwin Duda: Dynamic Topology, Springer, Undergraduate Texts in Mathematics, 1979